# Konstancja Manuel
Konstancja Manuel Kastylijska lub Konstancja de Peñafiel (ur. 1315–1323, zm. 13 listopada 1345 w Santarém) – księżna Kastylii, potem księżna Portugalii.
Urodziła się jako starsza córka Juana Manuela, księcia Peñafiel (1282-1348), nazywanego el escritor (pisarz) i jego drugiej żony - Konstancji Aragońskiej. Jej ojciec był wnukiem króla Ferdynanda III Świętego. Jej matka była córką Jakuba II Sprawiedliwego, króla Aragonii, i jego drugiej żony - Blanki Andegaweńskiej. 
Konstancja była przyrodnią siostrą Joanny Manuel (1339-1381), żony Henryka II i królowej Kastylii-Leónu. 
28 marca 1325 roku w Valladolid została pierwszą żoną Alfons XI (1311-1350), króla Kastylii i Leónu. Konstancja była wtedy jeszcze dzieckiem, podobnie jak jej mąż i małżeństwo nie zostało skonsumowane. W 1327 roku zaś małżeństwo zostało anulowane.
Następnie 24 sierpnia 1339 roku, w Lizbonie została drugą żoną księcia Piotra Sprawiedliwego, przyszłego króla Portugalii. Para miała troje dzieci:
- Ludwika (27 lutego - 6 marca 1340),
- Marię (6 kwietnia 1342 - po 1367), markizę Tortosa jako żonę infanta Ferdynanda Aragońskiego, markiza Tortosa,
- Ferdynanda I (31 października 1345 - 29 października 1383), kolejnego króla Portugalii[1].

Było to nieszczęśliwe małżeństwo. Piotr miał stałą kochankę – Inês de Castro, z którą zdradzał swoją pierwszą żonę oraz Konstancję. Konstancja zmarła; pochowana została w Santarém, w Portugalii, w 1349. Piotr w 1354 najprawdopodobniej poślubił Inés.
William Sotheby poświęcił księżnej poemat Constance de Castile.